# Schilder- und Lichtreklamehersteller

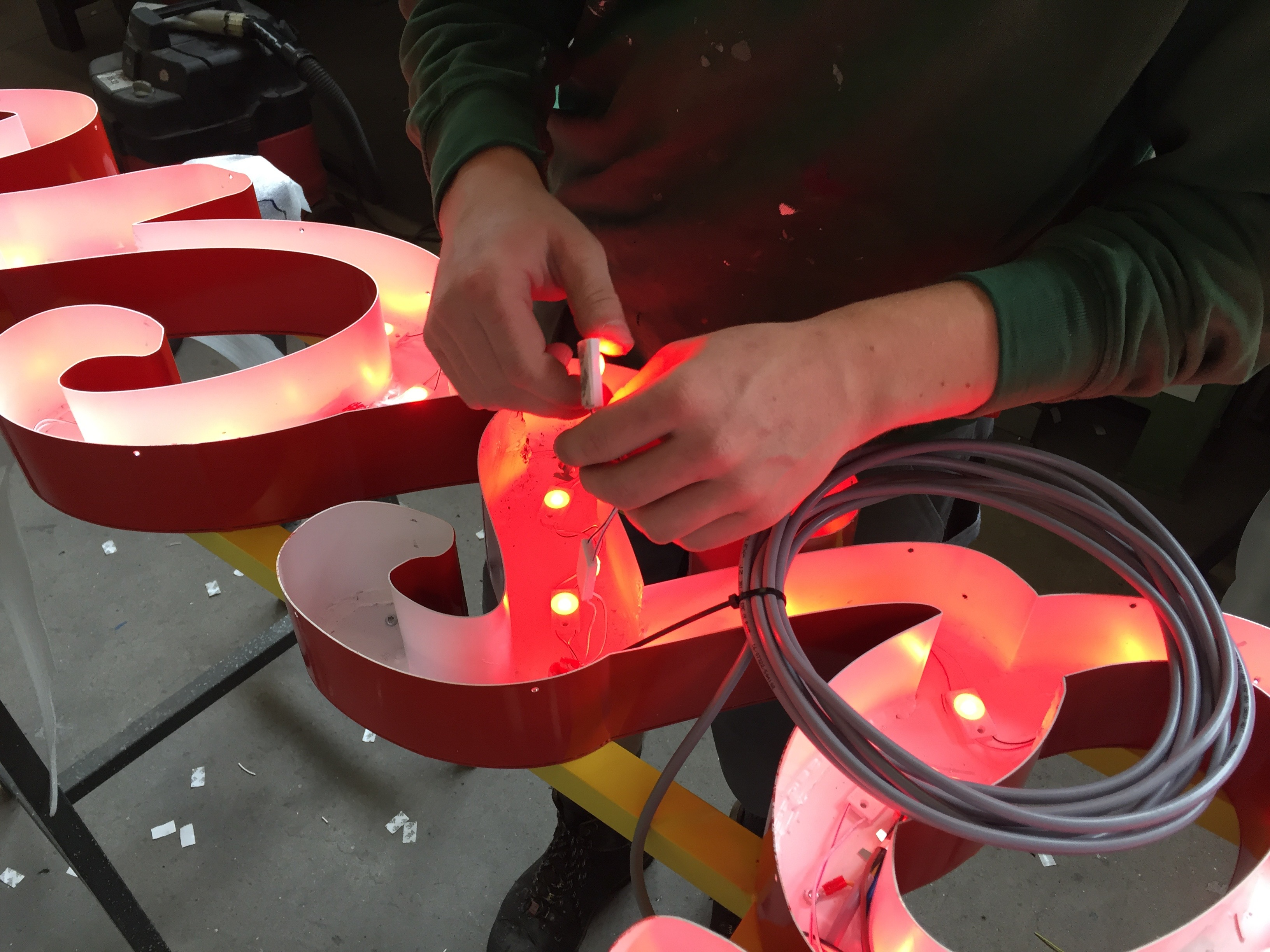
Eine Hohlkammer-Werbeschrift wird durch LED-Module zum Leuchten gebracht.

Schilder- und Lichtreklamehersteller/in ist ein in der deutschen Handwerksrolle eingetragener Handwerksberuf. Umgangssprachlich wird der Schilder- und Lichtreklamehersteller auch Werbetechniker genannt. Eine frühere Bezeichnung war Schildermacher oder -maler.
Schilder- und Lichtreklamehersteller entwerfen und realisieren Werbeträger und Kommunikationsanlagen, dazu zählen beleuchtete und unbeleuchtete Schilder und Werbeträger, Lichtwerbeanlagen für Unternehmen, komplexe Leitsysteme, Beschriftungen an Fassaden, Schaufenstern und Kraftfahrzeugen sowie die Beschriftung von Messeständen und Ausstellungen.
In Österreich entspricht dies etwa dem Lehrberuf Beschriftungsdesign und Werbetechnik, nachdem 2020 der Beruf Schilderherstellung im Jahr 2020 ausgelaufen ist. Außerdem bestehen ähnliche Ausbildungsmöglichkeiten wie Maler/in und Beschichtungstechniker/in mit verschiedenen Schwerpunkten.

## Ausbildung
Es handelt sich um einen anerkannten Ausbildungsberuf, dessen duale Ausbildung durch eine Ausbildungsordnung geregelt ist.

### Ausbildungsinhalte
- Sicherheit und Umweltschutz bei der Arbeit
- Vorbereitung von Arbeitsabläufen
- Betriebliche und technische Kommunikation
- Manuelles und rechnergestütztes Erstellen technischer Unterlagen/Entwürfe
- Applizieren von unterschiedlichen Werkstoffen auf verschiedenen Untergründen
- Herstellung von Beschriftungen in Folien-, Druck- und Lacktechnik
- Rechnergestützte Erstellung von Bildelementen; Bildbearbeitung und digitale Drucktechnik
- Verwenden von Hilfsmitteln und Bedienen von Geräten
- Anwendung diverser Drucktechniken (Siebdruck, Digitaldruck)
- Installieren von Werbeelektrik und Lichttechnik
- Herstellen von Kommunikations- und Werbeanlagen, Leitsystemen, Messe- und Ausstellungsständen
- Montieren von Kommunikations- und Werbeanlagen
- Warten und Reparieren von Kommunikations- und Werbeanlagen

### Voraussetzungen
- Qualifizierter Hauptschulabschluss, Mittlere Reife, Abitur
- Freude am Gestalten, Sinn für Farbe und Form
- Gutes räumliches Vorstellungsvermögen
- Technisches Verständnis
- Handwerkliches Geschick

### Berufliche Perspektiven
- Meisterausbildung
- Medienfachwirt
- Technikerausbildung (Farb- und Lacktechniker, Gestaltungstechniker)
- Gestalter im Handwerk
- Selbständigkeit

## Arbeitsbereiche
Der Beruf des Schilder- und Lichtreklameherstellers ist sehr vielseitig und vereint viele verschiedene Arbeitsweisen und Techniken.

### Planung und Gestaltung
Die Planung für die Herstellung von Werbeträgern besteht für den Schilder- und Lichtreklamehersteller aus Kundengespräch, Objektbesichtigung, Bemaßung, Fotodokumentation und Bestimmung von Größe und Materialien eines Werbeträgers.
Eine Baueingabe bei den lokalen Behörden kann erforderlich sein.
Die Planung kann sich auf einzelne Schilder oder komplette Werbekonzepte beziehen.
Die Gestaltung wird entweder vom Kunden per Datei geliefert oder am PC mit Hilfe von Grafikprogrammen vorgenommen, hierbei spielen Typografie und Farbgebung eine große Rolle. Der Entwurf wird ergänzt durch 3D-Ansichten, Bemaßung, Tag- und Nachtansichten. Die einzelnen Fertigungsschritte werden in dieser Phase vorbereitet und in die Produktion geführt.

### Folienverklebung

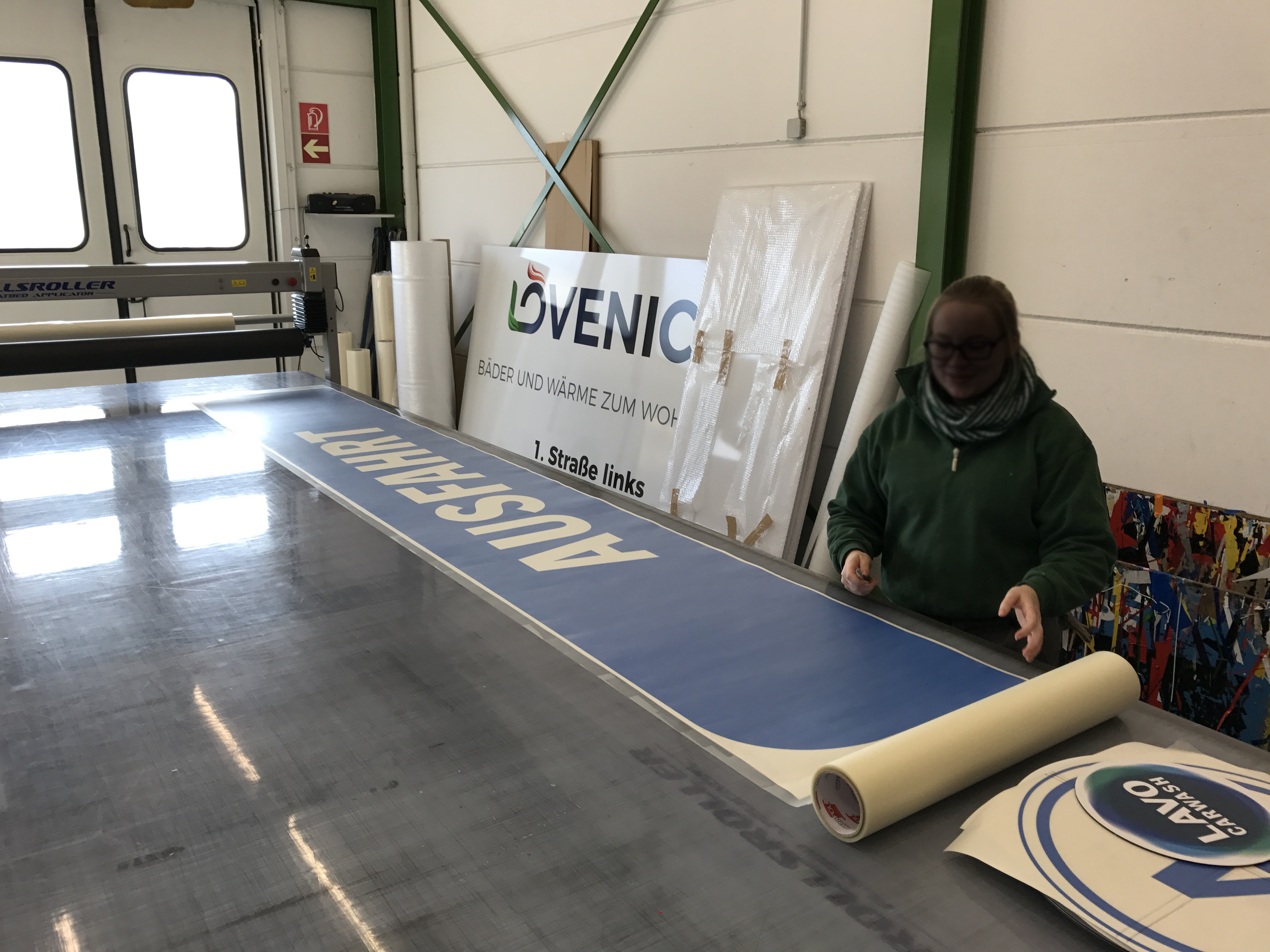
Beschriftung eines Aluminiumverbundschildes mittels Hochleistungsfolie erstellt im Folienplott

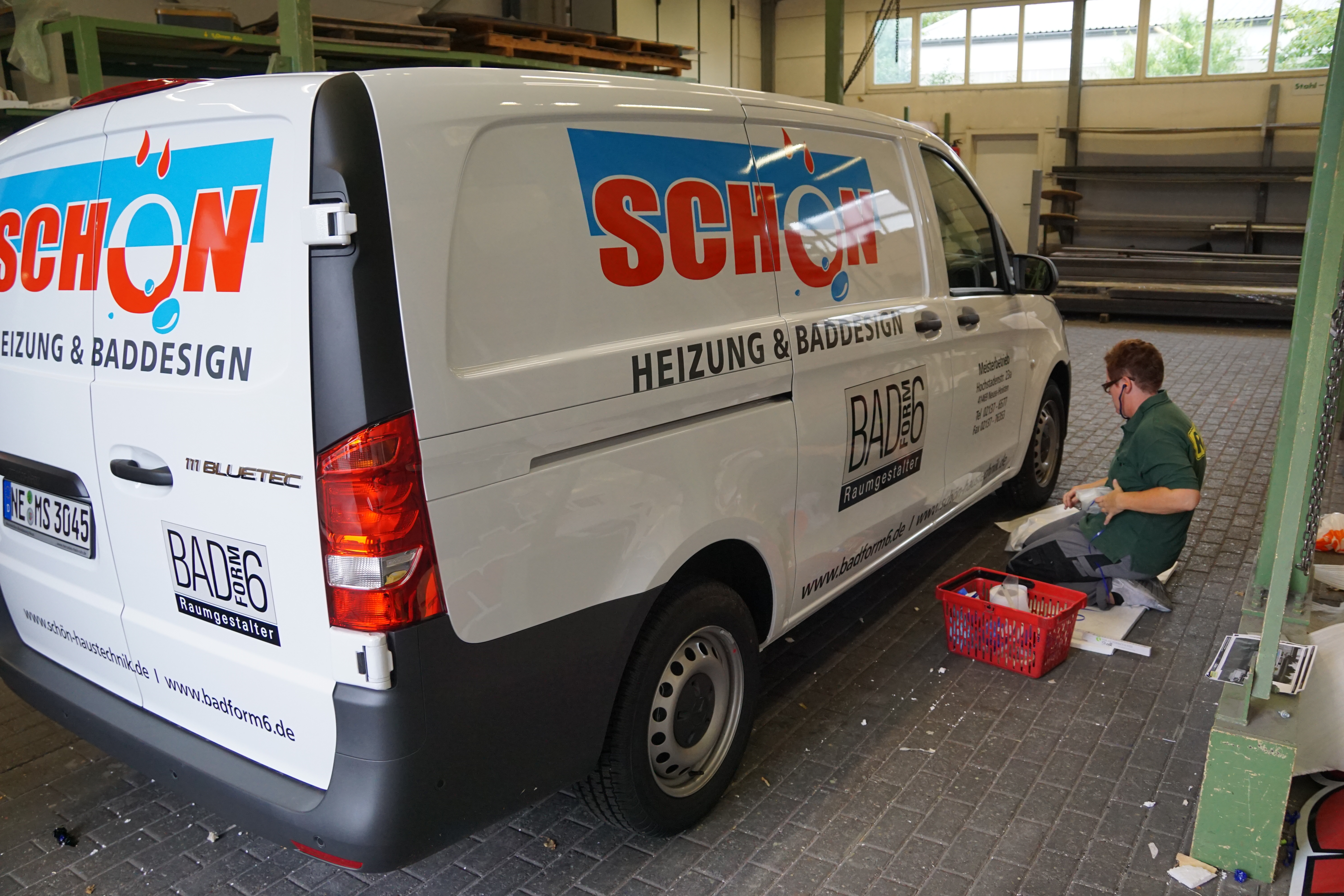
Beschriftung eines Fahrzeuges mittels Hochleistungsfolien erstellt im Folienplott

Der Schilder- und Lichtreklamehersteller verwendet in erster Linie Hochleistungsfolien, aus denen mit einem Flachbett- oder Rollenplotter vorgegebene Texte oder Logos nach Datei oder Textvorgabe geschnitten werden. Diese werden nach dem Schneidevorgang entgittert und mit Übertragungsfolie kaschiert. Die vorbereiteten Folien können auf unterschiedliche Werbeträger (Schilder, Displays, Leuchtkästen, Fensterscheiben und Fahrzeuge) aufgebracht werden. Für die Beschriftung in Farb- oder Lacktechnik werden Schablonenfolien in gleicher Art gefertigt, jedoch negativ entgittert und nach Aufbringen auf dem Werbeträger mit Farbe ausgelegt.

### Digitaldruck

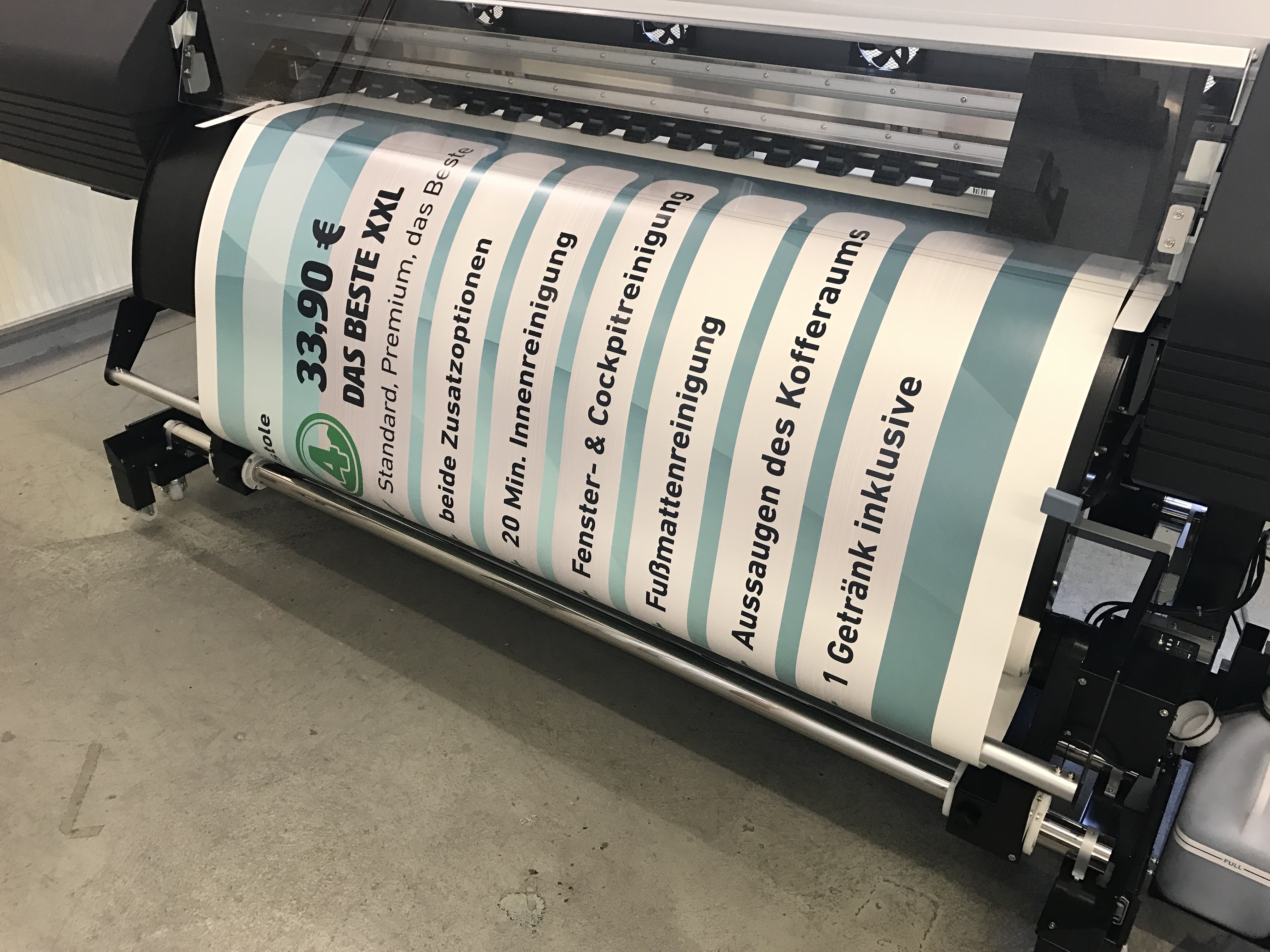
Erstellung eines Digitaldrucks zur Produktion eines Standschilds

Der Digitaldruck bietet dem/der Schilder- und Lichtreklamehersteller/in die Möglichkeit, am Rechner erzeugte Daten von Bildmotiven, Texten, Farbverläufen im direkten Druckverfahren auf das zu bedruckende Medium aufzubringen. Hauptsächlich werden hier Folien, PVC-Planen, Car Wrapping Folien, Papier, aber auch Plattenmaterialien (Kunststoffe, Metalle, Glas) bedruckt. Die fertigen Drucke verwendet der Schilder- und Lichtreklamehersteller zur Weiterverarbeitung zu oder auf Werbeträgern.

### Fahrzeugvollverklebung
Bei der Fahrzeugvollverklebung (Car Wrapping) wird ein Fahrzeug durch die vollflächige Verklebung mit digital bedruckter Spezialfolie zum großformatigen, fahrenden Werbeträger.

### Lichtreklame
Lichtreklame sind leuchtende Werbeanlagen, die der Schilder- und Lichtreklamehersteller in Form von Leuchtkästen, Einzelbuchstaben, Pylonen und Auslegern herstellt. Sie werden verwendet um die Werbeinformation zu jeder Zeit, also auch bei Dunkelheit, zu vermitteln. Werbeanlagen die im Außenbereich montiert werden, werden vorwiegend aus Metall und Acrylglas gefertigt. Die Ausleuchtung erfolgt in der Regel mit Leuchtstofflampen bzw. Hochspannungsleuchtstoffröhren, zunehmend mit langlebigen, energiesparenden LEDs.

### Montage und Wartung

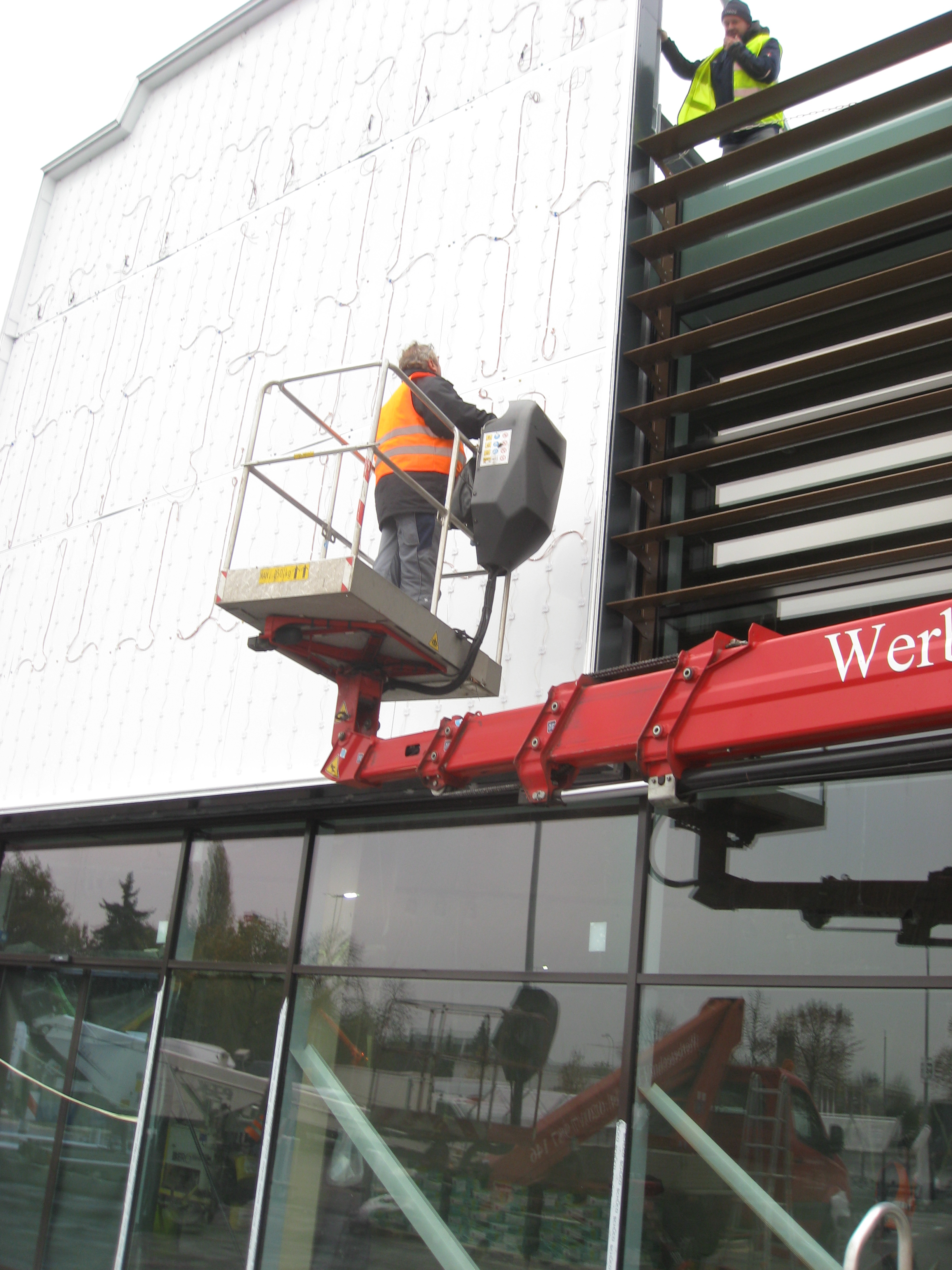
Montage eines überdimensionalen Transparents auf einer Fassade

Der Schilder- und Lichtreklamehersteller montiert und wartet Kommunikations- und Werbeanlagen an vorgesehenen Stellen direkt oder an Tragwerkskonstruktionen. Bei der Montage sind technische Regeln, Sicherheit, Statik und Funktionalität zu berücksichtigen.

### Bearbeitung von unterschiedlichen Werkstoffen

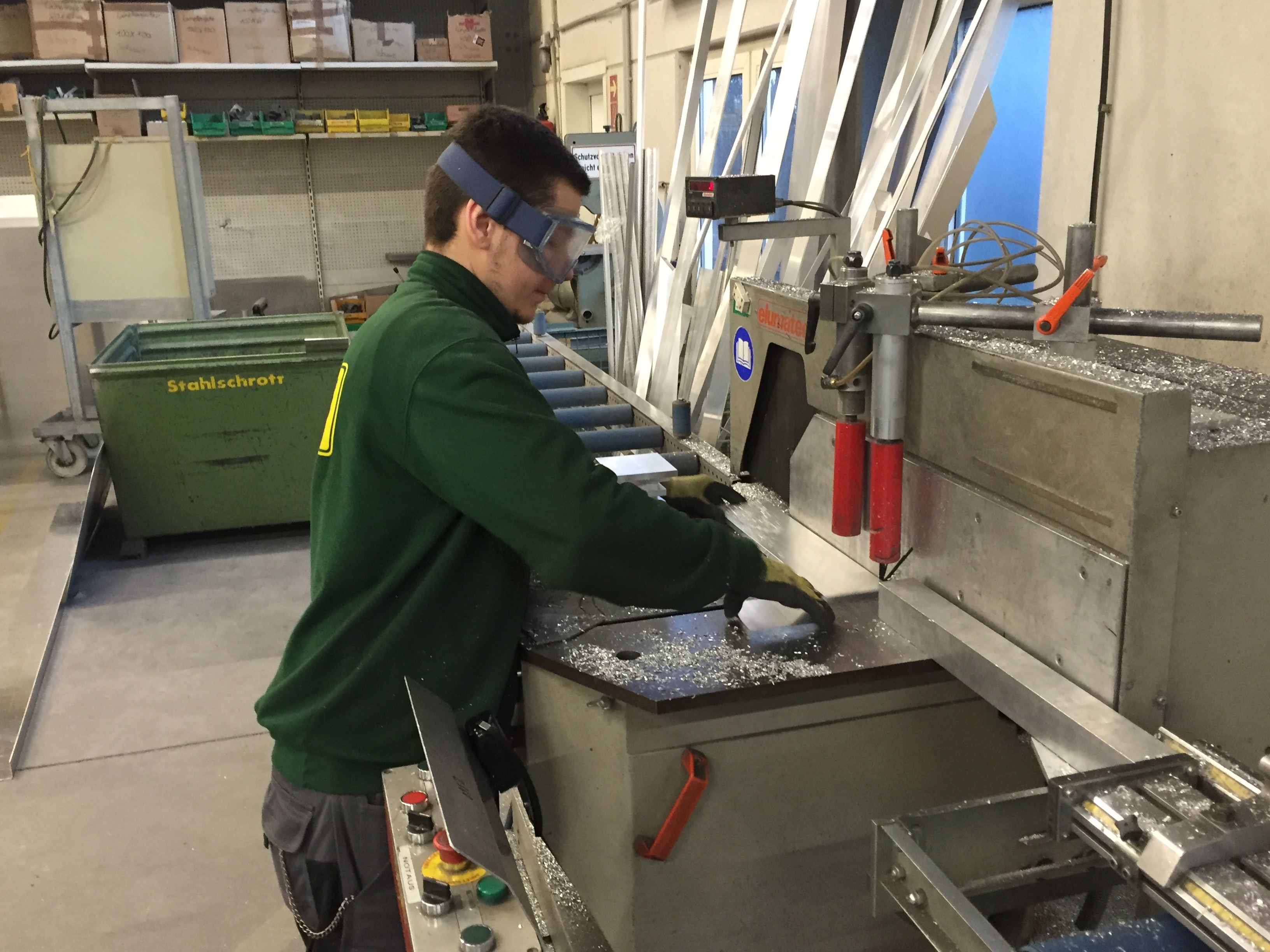
Zuschnitte aller Art zur Produktion von Unterkonstruktionen, Pylone, Transparente, Verstärkungen u.v.m.

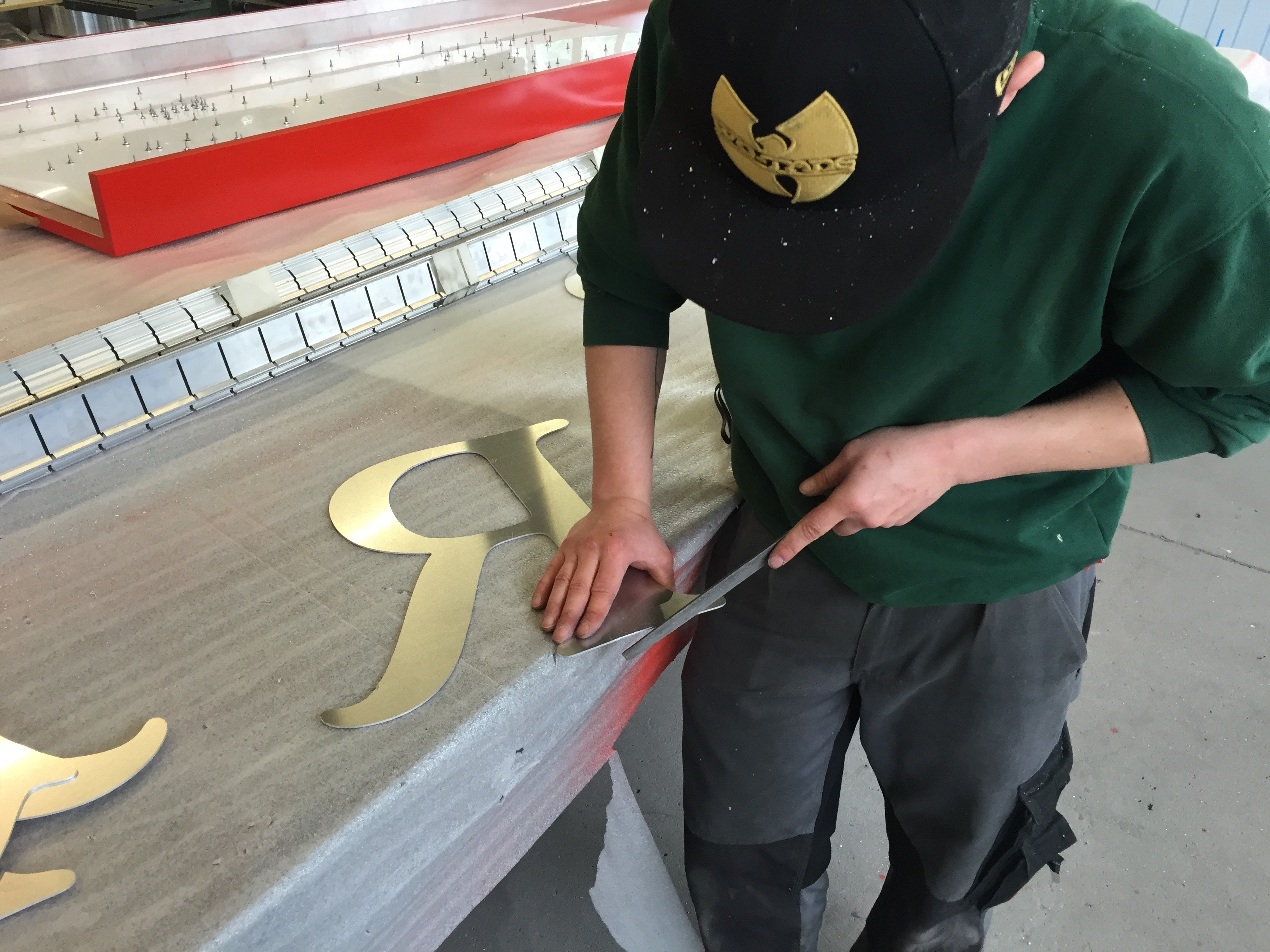
Nachbearbeitung von Erzeugnissen der CNC-Fräse

Der Schilder- und Lichtreklamehersteller be- und verarbeitet unterschiedliche Werkstoffe. Dazu gehören hauptsächlich Kunststoffe, aber auch Metalle wie Aluminium, Eisenblech, Edelstahl, sowie Glas, Holz und Verbundmaterialien. Die Werkstoffe werden durch unterschiedliche Verarbeitungsverfahren wie zum Beispiel Sägen, Trennen, Fügen, Umformen, Schleifen und Kleben zu Werbeanlagen bzw. deren Korpus und Messe- und Ausstellungsbauten verarbeitet.

### Vergoldung
Vergoldungsarbeiten bestehen im Schilder- und Lichtreklameherstellerhandwerk aus Vergoldungen auf oder hinter Glas oder auf Lackuntergründen. In der Regel sind das Schriften oder Wort-/Bildmarken, die als Matt- oder Glanzvergoldung auf den Träger aufgebracht werden. Auch dreidimensionale Elemente wie zum Beispiel Profilbuchstaben werden vergoldet.

### Siebdruck
Ein weiterer Arbeitsbereich des Schilder- und Lichtreklameherstellers ist der Siebdruck. Er ergänzt den Digitaldruck. Die zu bedruckenden Medien sind dieselben wie im Digitaldruckverfahren, außerdem können im Siebdruckverfahren auch geformte Gegenstände bedruckt werden. Hohe Auflagenzahlen, zum Beispiel Produktaufkleber, lassen sich wirtschaftlicher produzieren als durch Digitaldruck. Im Siebdruckverfahren lassen sich Objekte vor Ort bedrucken, zum Beispiel eingebaute Glaswände. Die Druckvorlagen werden mit dem Grafikprogramm am PC erstellt, das Siebdruckverfahren selber ist ein handwerkliches Verfahren das nur teilweise automatisiert ist.
Wenn ein monochromer, durchgehender Farbauftrag erzielt werden soll, ist der Siebdruck dem Digitaldruck vorzuziehen. Oft wird das Siebdruckverfahren auch zur Produktion von künstlerischen Motiven verwendet, ebenso lassen sich im Siebdruck Speziallacke (z. B. Strukturlack, Antirutschlack, Glanzlack) auftragen.

### Textilien
Der Schilder- und Lichtreklamehersteller beschriftet Textilien mit Hilfe von unterschiedlichen Druckverfahren wie Siebdruck, digitalem Direktdruck, Transferdruck, Flock- und Flextransferdruck sowie Sublimationsdruck. Großflächige Textilien wie zum Beispiel Werbebanner oder Fahnen werden zugeschnitten und besäumt.

### Fassadenbeschriftung
Vor allem an denkmalgeschützten Gebäuden bringt der Schilder- und Lichtreklamehersteller Fassadenbeschriftungen an. Hierbei wird der am PC erstellte Entwurf entweder als Schablonenfolie geschnitten die an die Fassade geklebt wird und mit Farbe ausgelegt wird oder es wird eine Zeichnung in Originalgröße gefertigt, auf die Fassade übertragen und anschließend farbig ausgelegt. Befindet sich die Beschriftung in größerer Höhe, wird hier, genauso wie bei der Montage von Werbeanlagen, auf einem Baugerüst oder einem Hubwagen gearbeitet.

### Lackierung

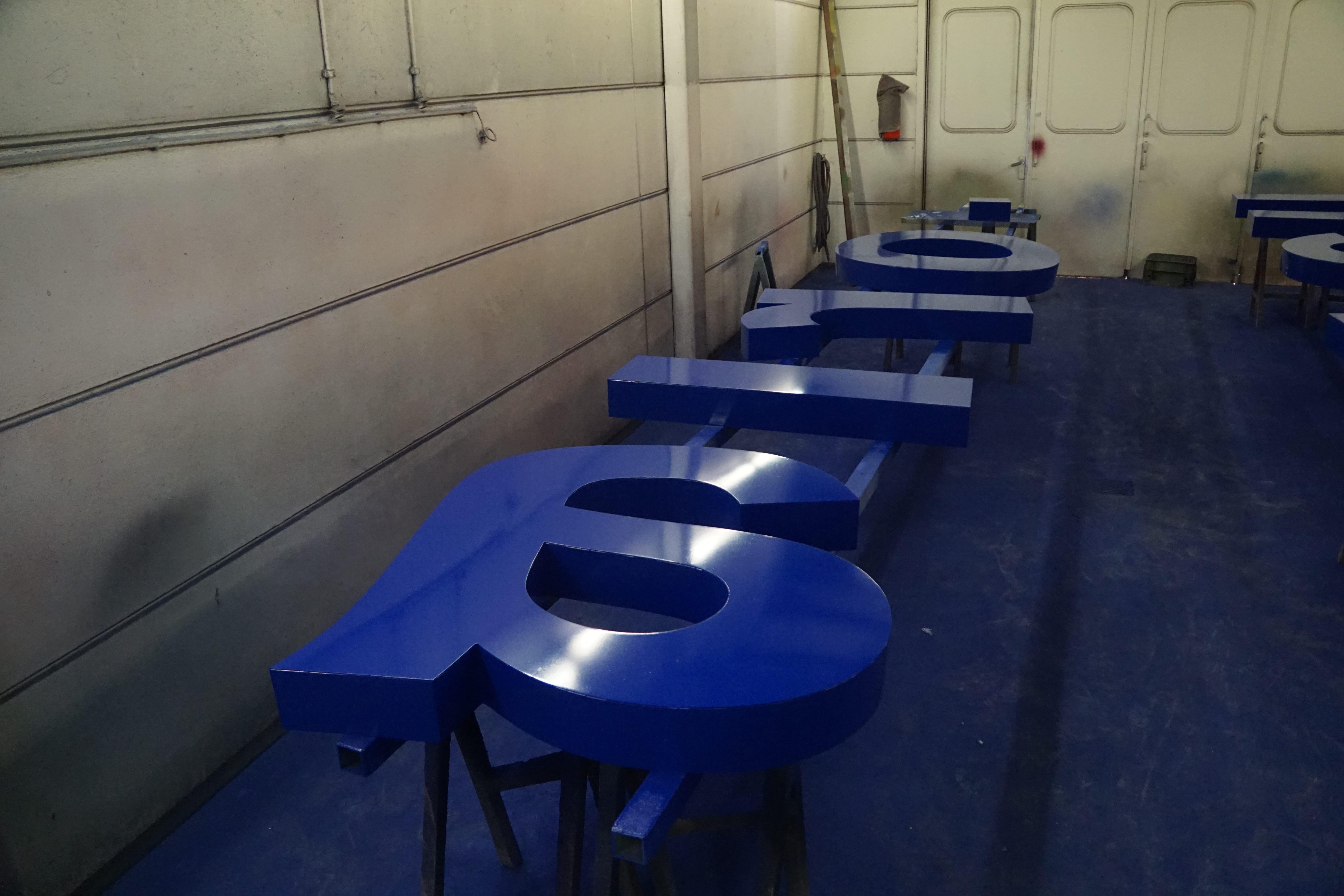
Die produzierten Aluminiumbuchstaben erhalten vor der Installation mit LED-Modulen die richtige Farbe in der Lackhalle.

Der Schilder- und Lichtreklamehersteller gestaltet Leuchtkästen, Schilder und Unterkonstruktionen für Werbeträger werden mit Hilfe von Lacken farbig, durch die Beschichtung wird auch die Oberfläche geschützt. Das Lackmaterial wird durch Spritzverfahren, Rollen oder Streichen aufgetragen. Auch Beschriftungen werden im Lackverfahren hergestellt, hierbei wird eine Schablone geschnitten, negativ entgittert und farbig ausgelegt.

## Geschichte
- 812 wurden im karolingischen „Capitulare de villis“, der ersten Land- und Wirtschaftsordnung des Mittelalters, Schildermacher zum ersten Mal erwähnt. Sie sind neben dem Schmieden für die Rüstungen der Krieger verantwortlich. Die hölzernen Schilde wurden mit Leder bezogen und durch Metallbeschläge verstärkt. Seitdem vom 12. Jh. an die Schilde als Wappenträger dienten, betätigten sich die Schilderer auch als Wappenmaler.
- 1197 existiert bereits eine frühe Schildere-Zunft in Magdeburg. In Köln erinnert die Schildergasse an die Zunft: Benannt ist sie nach den hier im Mittelalter ansässigen zahlreichen Schilder- und Wappenmalern (clipeatoren). Bei Bewohnern hieß sie „Schildergaß“ oder „Schildergazin“, im Jahr 1797 tauchte erstmals ihr heutiger Name „in der Schildergasse“ auf. Hier wohnte noch im 14. Jhdt. die Mehrzahl der Meister dieses Handwerks, ab 1452 lag hier das Zunfthaus der Wappenschildermaler und der Schneider. Außer Kriegs-, Turnier- und Prunkschildern fertigten Schilderer auch lederbezogene Buchdeckel und Schwertscheiden und besorgten die heraldische Dekorierung des Reitzeugs (Sattel, Zaumzeug, Kopf- und Brustleder). Im Kreis der Handwerke galten sie als eines der angesehensten.
- 1510 verlieh Kaiser Maximilian I. (1493–1519) den Schilderzünften als Wappenzeichen drei silberne Schilde auf rotem Grund. Dieses Zeichen ist heute noch das Emblem des gesamten Malerhandwerks.
- 1920 wird in Leipzig der Verband der Firmenschilderfabrikanten Deutschlands e. V. mit Sitz in Berlin gegründet.
- 1927 wird der Verband umbenannt in „Verband der Firmen- und Reklame-Schilder-Hersteller Deutschlands e. V.“.
- 1933 erfolgt die Umbenennung in „Reichsinnungsverband des Schilderhersteller-, Schildermaler- und Lichtreklame-Handwerks“
- 1950 wird der Verband als „Verband der Firmenschilder- und Lichtreklamehersteller e. V.“ wieder errichtet.
- Jahr 1952 heißt der Verband „Verband der Schilder- und Lichtreklamehersteller Deutschlands e. V.“
- Jahr 1961 erfolgt die Gründung des Bundesinnungsverbandes ZVW (Zentral Verband Werbetechnik).
- 2020 Rückbesinnung und Umbenennung des Bundesinnungsverbandes in ZVSL (Zentralverband Schilder und Lichtreklame)